# Liste der Kulturgüter in Kiesen
Die Liste der Kulturgüter in Kiesen enthält alle Objekte in der Gemeinde Kiesen im Kanton Bern, die gemäss der Haager Konvention zum Schutz von Kulturgut bei bewaffneten Konflikten, dem Bundesgesetz vom 20. Juni 2014 über den Schutz der Kulturgüter bei bewaffneten Konflikten sowie der Verordnung vom 29. Oktober 2014 über den Schutz der Kulturgüter bei bewaffneten Konflikten unter Schutz stehen.
Objekte der Kategorien A und B sind vollständig in der Liste enthalten, Objekte der Kategorie C fehlen zurzeit (Stand: 2. März 2024). Unter übrige Baudenkmäler sind geschützte Objekte zu finden, die im Bauinventar des Kantons Bern als «schützenswert» verzeichnet sind.

## Kulturgüter
| Foto |                                                         | Objekt                                   | Kat. | Typ | Standort                                             | Beschreibung |
| ---- | ------------------------------------------------------- | ---------------------------------------- | ---- | --- | ---------------------------------------------------- | --- |
| BW   | Datei hochladen · Wikidata zu Schlossgut (Q19362615)    | Schlossgut KGS-Nr.: 09781                | A    | G   | Bernstrasse 6, 15, 15a / Museumweg 4 611241 / 185558 | Das um 1790 erbaute Bauernhaus ist ein dreigeschossiger Fachwerkbau über einem massiven Sockelgeschoss. Es besitzt ein Gerschilddach und eine breite Ründe mit Laube. Der stattliche Bau besitzt mehrere Anbauten an der Nord- und Ostseite und steht traufständig zur Bernstrasse am Aufgang zum Schloss. |
| ja   | Datei hochladen · Wikidata zu Schloss Kiesen (Q2241848) | Schloss mit Nebengebäuden KGS-Nr.: 00976 | B    | G   | Staldenstrasse 2, 2a–c, 4 611350 / 185460            | Das 1668 erbaute Schloss war ursprünglich spätgotisch und erhielt mit dem Umbau von 1778 seine heutige spätbarocke Form. Das Schloss ist zwischen Schlosshof und Gartenanlage eingebettet und blickt von seinem erhöhten Standort aus auf das Dorf.                                                        |

## Übrige Baudenkmäler
Hinweis: Anstelle der KGS-Nummer wird als Objekt-Identifikator (ID) die Grundstücksnummer verwendet.
| ID  | Foto |                                                                            | Objekt                                                                           | Typ | Standort                              | Beschreibung |
| --- | ---- | -------------------------------------------------------------------------- | -------------------------------------------------------------------------------- | --- | ------------------------------------- | ------------ |
| 17  | BW   | Datei hochladen                                                            | Primarschulhaus (1887)                                                           | G   | Bahnhofstrasse 14 611026 / 185396     |              |
| 104 | BW   | Datei hochladen                                                            | Gartenpavillon (um 1780)                                                         | G   | Staldenstrasse 2b 611407 / 185429     |              |
| 157 | BW   | Datei hochladen                                                            | Restaurant Bahnhof (1871)                                                        | G   | Bahnhofstrasse 38 610458 / 185402     |              |
| 158 | BW   | Datei hochladen                                                            | Wohnstock (um 1840)                                                              | G   | Bernstrasse 13 611240 / 185470        |              |
| 317 | BW   | Datei hochladen                                                            | Ehemaliges Doppelbauernhaus (17. Jh.)                                            | G   | Bahnhofstrasse 6, 8 611159 / 185409   |              |
| 343 | BW   | Datei hochladen · Wikidata zu Stock / "Türmli" (Q113989456)                | Türmli-Stock / Milchwirtschaftliches Museum (1810)                               | G   | Bernstrasse 15, 15a 611226 / 185540   |              |
| 343 | BW   | Datei hochladen · Wikidata zu Küherstöckli mit Schlosskäserei (Q113990754) | Ehemaliges Küherstöckli mit Schlosskäserei / Milchwirtschaftliches Museum (1813) | G   | Museumweg 4 611201 / 185540           |              |
| 717 | BW   | Datei hochladen                                                            | Bauernhaus (um 1810)                                                             | G   | Professoreistrasse 6 610918 / 185220  |              |
| 717 | BW   | Datei hochladen                                                            | Stock (um 1820)                                                                  | G   | Professoreistrasse 10 610907 / 185186 |              |
| 747 | BW   | Datei hochladen                                                            | Bauernhaus (1813)                                                                | G   | Bahnhofstrasse 22 610829 / 185372     |              |
| 747 | BW   | Datei hochladen                                                            | Speicher (1603)                                                                  | G   | Bahnhofstrasse 22c 610781 / 185384    |              |
| 747 | BW   | Datei hochladen                                                            | Ehemaliges Ofenhaus-Stöckli (frühes 19. Jh.)                                     | G   | Bahnhofstrasse 24 610797 / 185369     |              |
| 751 | BW   | Datei hochladen                                                            | Hugi-Haus (1707–1709)                                                            | G   | Allmendstrasse 6 610988 / 185512      |              |
| 782 | BW   | Datei hochladen                                                            | Villa (1917)                                                                     | G   | Ringstrasse 2 611089 / 185353         |              |
| 795 | BW   | Datei hochladen                                                            | Wohnstock (frühes 18. Jh.)                                                       | G   | Bahnhofstrasse 18 610904 / 185380     |              |
| 848 | BW   | Datei hochladen                                                            | Gärtnerhaus (um 1880)                                                            | G   | Staldenstrasse 6 611331 / 185638      |              |
| 907 | BW   | Datei hochladen                                                            | Speicher (1706)                                                                  | G   | Ringstrasse 13b 610993 / 185189       |              |
| 907 | BW   | Datei hochladen                                                            | Bauernhaus (1718)                                                                | G   | Ringstrasse 15 610989 / 185176        |              |
| 908 | BW   | Datei hochladen                                                            | Gasthof Löwen (um 1820)                                                          | G   | Bahnhofstrasse 2 611245 / 185418      |              |